# Neunkirch-lès-Sarreguemines
Koordinaten: 49° 7′ N, 7° 5′ O

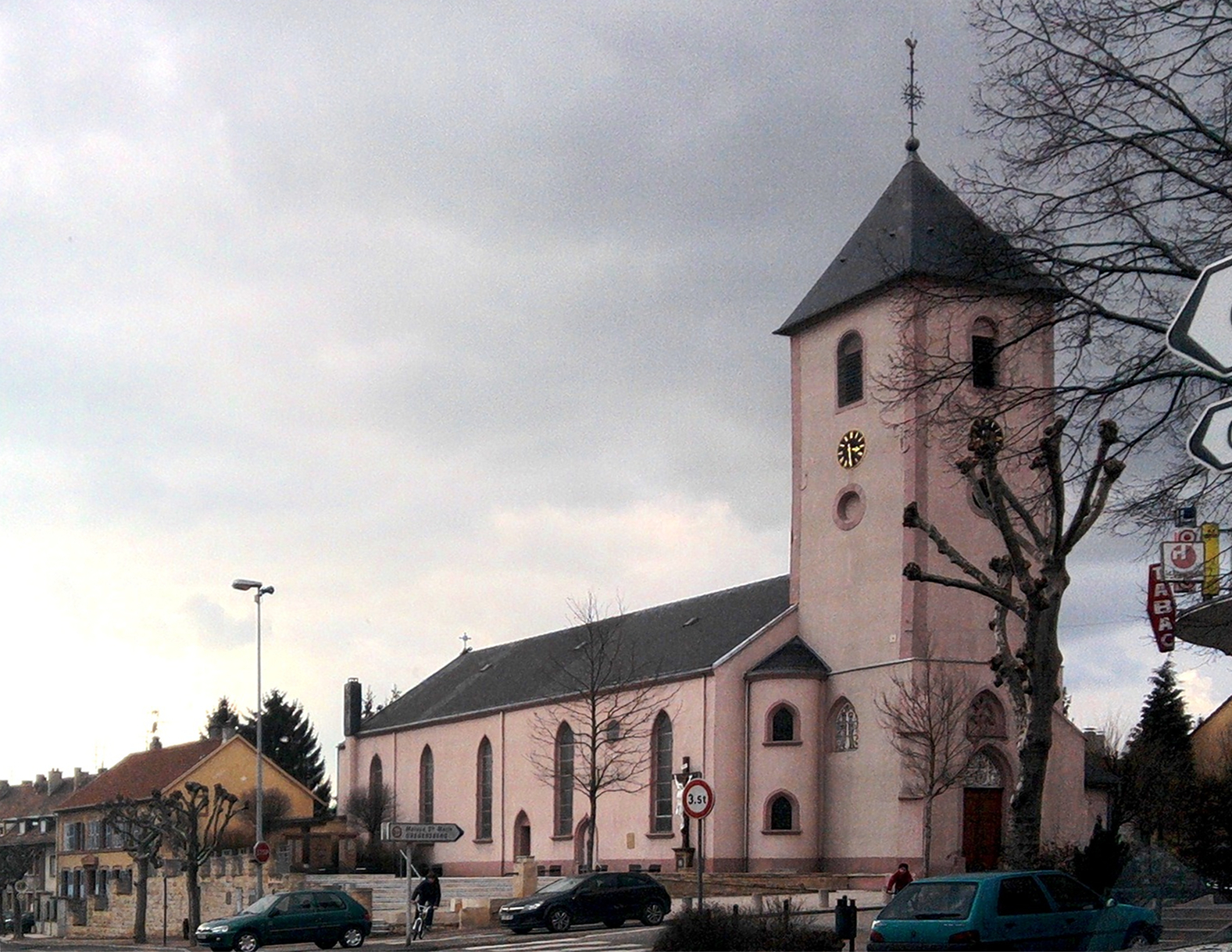
Kirche St. Denis in Neunkirchen

Wappen Neunkirch-lès-Sarreguemines

Neunkirch (bis 1963 Neunkirch-lès-Sarreguemines, deutsch Neunkirchen) ist ein Ortsteil von Saargemünd (Frankreich) in der Region Grand Est (bis 2015 Lothringen), zwei Kilometer nordöstlich der Innenstadt.

## Geschichtliches
1963 wurde der Ort nach Saargemünd eingemeindet.

## Sehenswürdigkeiten
- Die romanische Kirche St-Denis, die Mutterkirche von Saargemünd, wurde im 13.–15. Jh. gotisch umgebaut, 1811 und 1849–50 vergrößert und gewestet, wobei man Chor und Sakristei hinzufügte.
- Die Bliesmühle, eine ehemalige «Wackenmühle», die zur Herstellung von Steingut-Masse genutzt wurde, beherbergt heute ein Themenmuseum für Steingut-Technik. Einzigartig in Europa ist die bedeutende Sammlung von Maschinen und Spezialhandwerkzeug der Keramikindustrie.

### Bevölkerungsentwicklung
| Jahr      | 1896 | 1911 | 1921 | 1936 | 1946 | 1954 | 1962 |
| Einwohner | 1900 | 2026 | 1911 | 1845 | 1699 | 2248 | 3601 |